# Order Krzyża Gwiaździstego
Wysoce Szlachetny Order Krzyża Gwiaździstego (niem. Hochadeliger Sternkreuzorden, węg. Hölgyi Csillagkereszt-rend) – do roku 1918 najwyższy order kobiecy Austrii i Austro-Węgier. Obecnie, obok Orderu Złotego Runa jest jednym z orderów domowych byłej cesarskiej dynastii Habsburgów Lotaryńskich.

## Historia
Order ustanowiony został 18 września 1668 przez cesarzową Eleonorę, trzecią małżonkę Ferdynanda III na pamiątkę odnalezienia cennego zagubionego relikwiarza i w celu adoracji Krzyża Świętego i prowadzenia cnotliwego i pełnego dobrych uczynków życia.
Liczba dam orderu jest nieograniczona, ale przyjęcie do grona odznaczonych wymaga przeprowadzenia surowego wywodu szlachectwa (niem. Adelsprobe), przy którym trzeba się wykazać ośmioma szlacheckimi generacjami po stronie ojca i matki oraz szesnastoma szlacheckimi przodkami małżonka.
Obecnie suwerenem orderu jest arcyksiążę Karol II Habsburg, a żeńskim protektorem jest jego siostra arcyksiężna Gabriela Habsburg.

## Insygnia
Insygnium jednoklasowego orderu to medalion, na którym dwugłowy czarny orzeł monarchii habsburskiej nosi nałożony czerwony krzyż grecki, uwieńczony białą emaliowaną wstęgą z dewizą orderu: SALUS ET GLORIA (Zbawienie i Chwała). Order noszony jest na czarnej wstążce w formie kokardy nad lewą piersią.